# IMR
IMR（In-Mold Decoration by Roller）中文名为模内轉印是一种可大规模制造的塑料件外部装饰的加工技术．属于IMD（In-Mold Decoration）模内装饰技术的一种．它的优点是生产出来的塑料件外观漂亮，可以有多种颜色，多种花纹，甚至多樣化的觸感，较喷漆工艺的外壳耐磨，亮度更高，适应大规模生产，生产效率、良率高，模印精度高，可转印较复杂的图案，最重要的是无污染，可以取代傳統造成環境與工作環境汙染的噴塗與電鍍。特别适用于产品的外表面装饰面板与功能面板。
过程是将已印好图案的膜片放入金属模具内，通过送膜机器(Feeder)自动输送定位，然后将成形用的塑料注入模具内与膜片接合，使印刷在膜片上的图案跟树脂形成一体而固化成产品。IMR薄膜製作動畫
IMR的主要優點：
1. 大量生產時具有極高的價格優勢
2. 成型與轉印同時進行，減少空間與時間的成本
3. 最新技術提升裝飾準確度
4. 可精準的表現電鍍、珠光效果、金屬效果、皮革等特殊圖案設計
5. 可有效提高產品磨耗性
基於環保與提高生產良率的考量，紛紛捨棄原本的噴塗作業，改成IMR薄膜，也就是以模內轉印的方式，製作NB及其他3C產品的外殼，造成目前全球IMR供不應求的情況，IMR薄膜的裝飾成型過程，只需一台射出機及相關模具即可同時進行機殼成型與裝飾圖案轉印，比起傳統的噴塗作業，除了噴塗需要的機器、廠房外，還需要花費時間等塗漆乾燥，而且必須要先在射出機器先完成成型，再進行噴塗，花費的時間與人力成本都比較高。
因此使用IMR薄膜裝飾成型，無形中省下了機器成本、廠房成本，及時間產本；再者，IMR著實解決了噴塗污染的困擾；IMR薄膜與塑料的成型過程，符合歐盟規定，不產生任何的廢氣，製程非常的環保；另外，相較於噴塗只能做大面積的上色，IMR薄膜更可在印製時，便將細部的設計及色彩上的搭配，便印製在薄膜上，轉印成型時，設計本身便會轉印在塑料上，省去一般噴塗作業之後還要二次加工的程序；IMR薄膜更有多樣的變化，可印製珠光、金屬光澤、霧面、電鍍、皮革..等多種效果的薄膜，使這些特殊效果轉印成型後，直接呈現在塑料的外觀，有效的增加產品的質感及價值感。